# Diplusodon mononeuros
Diplusodon mononeuros là một loài thực vật có hoa trong họ Lythraceae. Loài này được Pilg. mô tả khoa học đầu tiên năm 1937.